# Luís Capoulas Santos
Luís Manuel Capoulas Santos, né le 22 août 1951 à Montemor-o-Novo, est un homme politique portugais.

## Biographie

### Formation et vie professionnelle
Il est licencié en sociologie de l'université d'Évora. Après avoir été professeur dans l'enseignement secondaire, il devient technicien supérieur de l'administration publique et intègre le ministère portugais de l'Agriculture.

### Engagement politique
Il est élu en 1976 au conseil municipal de Montemor-o-Novo, puis député du district d'Évora à l'Assemblée de la République en 1991.
Après la victoire des socialistes en 1995, il devient secrétaire d'État à l'Agriculture et au Développement rural. Le 4 octobre 1998 Luís Capoulas Santos est nommé ministre de l'Agriculture, du Développement rural et de la Pêche dans le premier gouvernement minoritaire du socialiste António Guterres. Bien qu'il ne soit pas réélu en 1999, il est reconduit dans le second cabinet minoritaire de Guterres.
Il conserve son mandat parlementaire en 2002, puis se fait élire député européen en 2004. Il est une nouvelle fois élu en 2009, mais ne se représente pas en 2014.
Aux élections législatives du 4 octobre 2015, il est de nouveau élu député d'Évora à l'Assemblée de la République. Le 26 novembre suivant, Luís Capoulas Santos est nommé ministre de l'Agriculture, des Forêts et du Développement rural dans le gouvernement minoritaire du socialiste António Costa.